# Du lịch ở Nauru

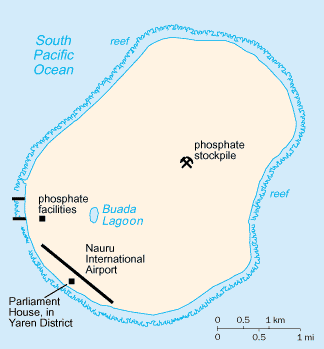
Bản đồ của Nauru

Nauru là một hòn đảo nhỏ, bị cô lập ở phía tây Thái Bình Dương, nơi thiếu nhiều cơ sở du lịch so với một số nước láng giềng lớn hơn, chẳng hạn như Fiji, Quần đảo Cook, hoặc thậm chí New Caledonia. Du lịch không phải là ngành đóng góp lớn cho nền kinh tế, mỗi năm chỉ có khoảng 200 khách du lịch đến thăm hòn đảo.

## Đến Nauru
Sân bay quốc tế Nauru là sân bay duy nhất trên hòn đảo. Nauru Airlines, trước đây được gọi là Air Nauru và Our Airline, là hãng hàng không chở khách duy nhất hoạt động trên hòn đảo này. Hãng vận hành 4 máy bay Boeing 737-300 chở khách (và một hàng hóa) từ Brisbane, Australia, và cung cấp đường bay đến Nadi, Honiara, Tarawa, Majuro và Brisbane.

## Chỗ ở
Có bốn khách sạn ở Nauru, bao gồm khách sạn Menen, khách sạn lớn nhất trên đảo, và khách sạn OD-N-Aiwo. Menen có hai nhà hàng, Anibare và Oriental, và một quán bar. Các địa điểm này có tầm nhìn ra vịnh Anibare, ngoài khơi bờ biển phía đông của hòn đảo.

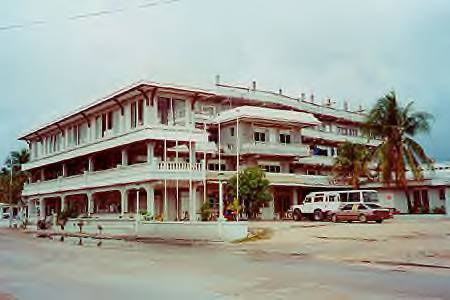
Khách sạn OD-N-Aiwo ở Aiwo

Khách sạn OD-N-Aiwo nằm ở Quận Aiwo. Tuy nhỏ hơn khách sạn Menen nhưng nó là tòa nhà cao nhất ở Nauru. Khách sạn là một khu phức hợp từ ba đến bốn tầng, và nó được điều hành như một doanh nghiệp gia đình tư nhân. Đây là một trong hai khách sạn giá rẻ ở Nauru, và nó được du khách ba lô ưa chuộng. Có hai nhà hàng phục vụ ẩm thực theo phong cách Phương Đông, Phương Tây và Thái Bình Dương, ngoài ra còn có tiệm giặt là, đại lý cho thuê xe hơi và dịch vụ taxi đến Sân bay Quốc tế Nauru.

## Hoạt động giải trí
Đảo quốc này được bao phủ bởi bờ biển đầy cát và hàng dừa. Trò chơi câu cá dưới biển sâu được một số doanh nghiệp địa phương cung cấp, với những chiếc thuyền cho thuê thuộc sở hữu tư nhân. Thiết bị lặn biển cũng có sẵn ở Nauru; vùng nước xung quanh cung cấp nhiều cơ hội lặn tìm xác tàu đắm.